# Liste der Biografien/Piu
Liste der Biografien |
Portal Biografien |
Personensuche
# |
A |
B |
C |
D |
E |
F |
G |
H |
I |
J |
K |
L |
M |
N |
O |
P |
Q |
R |
S |
T |
U |
V |
W |
X |
Y |
Z |
?
 
Pa |
Pc |
Pe |
Pf |
Ph |
Pi |
Pj |
Pk |
Pl |
Pm |
Pn |
Po |
Pr |
Ps |
Pt |
Pu |
Pv |
Pw |
Py
 
Pia |
Pib |
Pic |
Pid |
Pie |
Pif |
Pig |
Pih |
Pii |
Pij |
Pik |
Pil |
Pim |
Pin |
Pio |
Pip |
Piq |
Pir |
Pis |
Pit |
Piu |
Piv |
Piw |
Pix |
Piy |
Piz
Die Liste der Biografien führt alle Personen auf, die in der deutschsprachigen Wikipedia einen Artikel haben. Dieses ist eine Teilliste mit 28 Einträgen von Personen, deren Namen mit den Buchstaben „Piu“ beginnt.

## Piu
- Piu (* 1976), brasilianischer Fussballspieler und Trainer
- Piu, Alessandro (* 1996), italienischer Fußballspieler
- Piu, Chiara (* 1994), niederländisch-deutsche Schauspielerin
- Più, Mario (* 1965), italienischer DJ und Musikproduzent

### Piua
- Piuariu-Molnar, Ioan (1749–1815), rumänischer Ophthalmologe und Schriftsteller

### Piub
- Piubel, Seraina (* 2000), Schweizer Fussballspielerin

### Piug
- Piugattuk, Annabella (* 1982), kanadische Inuit-Schauspielerin

### Piuk
- Piuk, Petra (* 1975), österreichische Schriftstellerin

### Pium
- Piumi, Jean-Claude (1940–1996), französischer Fußballspieler
- Piumini, Roberto (* 1947), italienischer Schriftsteller

### Piur
- Piur, Helga (* 1939), deutsche Schauspielerin, Synchron- und Hörspielsprecherin

### Pius
- Pius I., Bischof von Rom (Papst)
- Pius II. (1405–1464), Papst (1458–1464)
- Pius III. (1439–1503), Papst
- Pius IV. (1499–1565), Papst (1559–1565)
- Pius IX. (1792–1878), italienischer Geistlicher, Papst (1846–1878) und Herrscher des Kirchenstaates (bis 1870)
- Pius V. (1504–1572), Papst (1566–1572)
- Pius VI. (1717–1799), Papst (1775–1799)
- Pius VII. (1742–1823), Papst (1800–1823)
- Pius VIII. (1761–1830), italienischer Geistlicher, Papst (1829–1830)
- Pius X. (1835–1914), italienischer Geistlicher, 257. Papst, Bischof von Rom
- Pius XI. (1857–1939), italienischer Geistlicher, 259. Papst, Bischof von Rom, seit den Lateranverträgen 1929 Staatsoberhaupt des Vatikans
- Pius XII. (1876–1958), italienischer Geistlicher, 260. Papst, Bischof von Rom, Staatsoberhaupt des VatikansPius XII. (1876–1958)

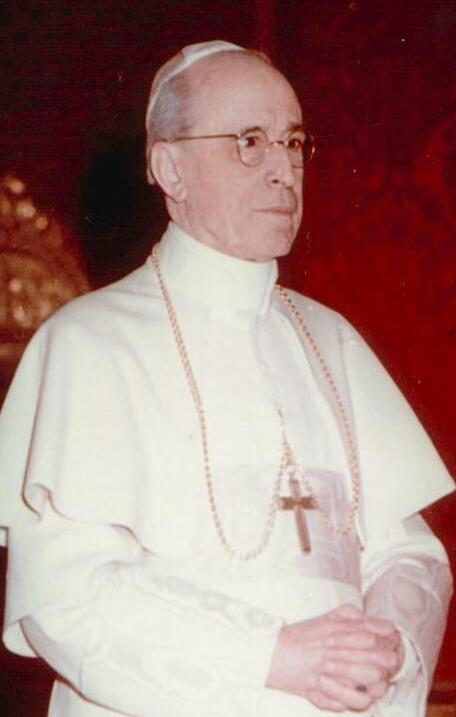
Pius XII. (1876–1958)

- Pius, Maiken (* 1985), estnische Schauspielerin
- Piussi, Zuzana (* 1971), slowakische Filmemacherin

### Piut
- Piutti, Carl (1846–1902), deutscher Komponist
- Piutti, Peter Anton Ulrich (1750–1823), deutscher Unternehmer und Kaufmann

### Piuz
- Piuz, Anne-Marie (1923–2010), Schweizer Wirtschaftshistorikerin und Professorin